# Sophia Ali

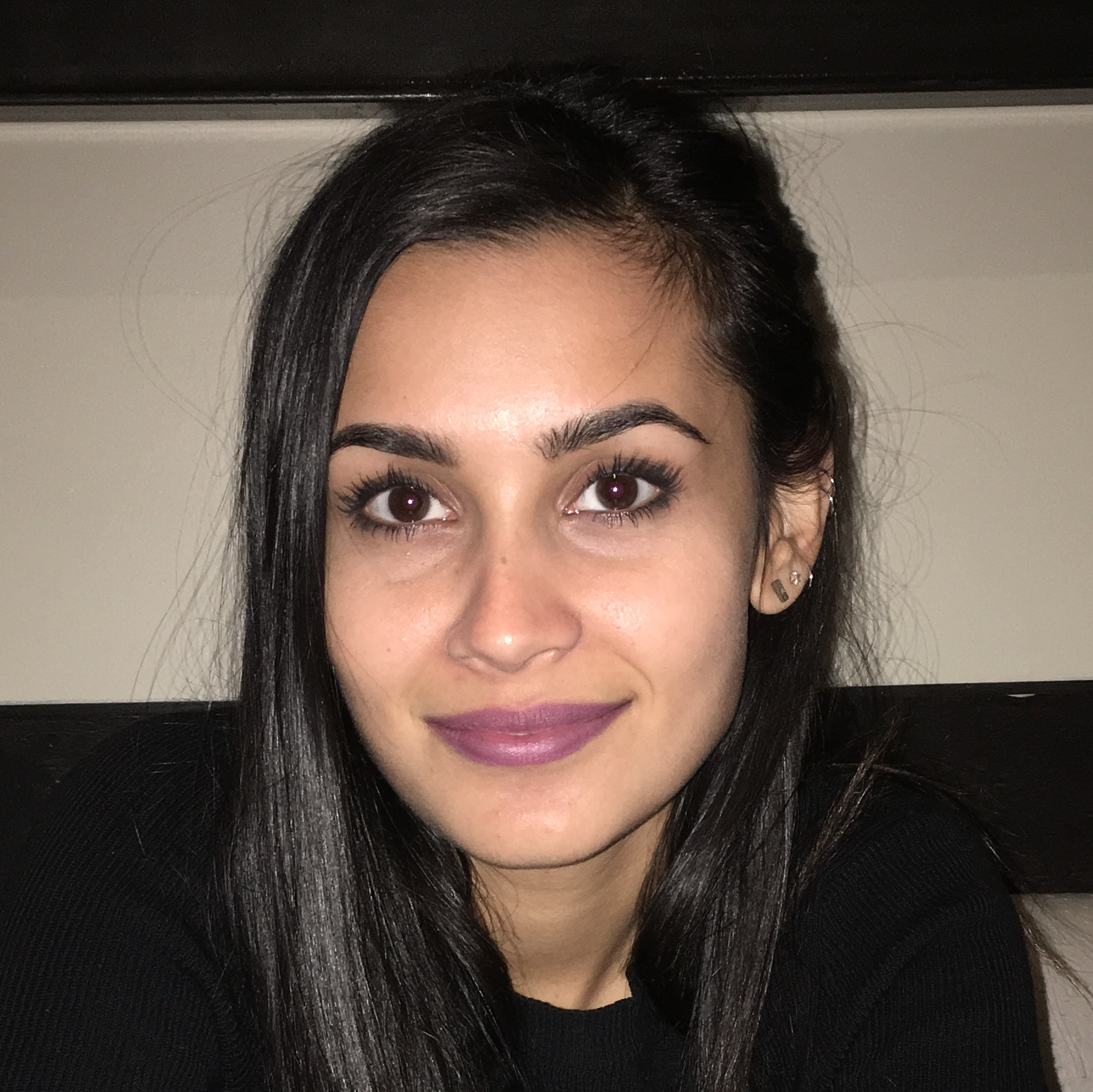
Sophia Ali (2016)

Sophia Taylor Ramseyer Ali (* 7. November 1995 in San Diego, Kalifornien) ist eine US-amerikanische Schauspielerin und Synchronsprecherin.

## Leben
Ali ist die ältere Schwester der Schauspieler Kamran Taylor Ali und Shan Ali Taylor, ihre Eltern sind Asim und Brooke Ali. 2003 war sie in zwei Episoden der Fernsehserie K Street erstmals als Schauspielerin tätig. Ab 2006 wirkte sie in Barney und seine Freunde und einigen Ablegern mit. Anschließend folgten einige Episodenrollen in verschiedenen US-amerikanischen Fernsehserien. 2015 war sie Teil der Besetzung des Spielfilms The Walking Deceased – Die Nacht der lebenden Idioten. 2016 spielte sie in insgesamt fünf Episoden der Fernsehserie Faking It mit. Von 2017 bis 2019 verkörperte sie in insgesamt 27 Episoden die Rolle der Dr. Dahlia Qadri in der Fernsehserie Grey’s Anatomy. 2018 wirkte sie im Musikvideo zum Lied Honest des Sängers Drake Bell mit. Im Folgejahr war sie im Musikvideo zum Lied Not Ok des DJ's Kygo und der Sängerin Chelsea Cutler zu sehen. Seit 2020 spielt sie in der Prime-Video-Serie The Wilds in der Rolle der Fatin Jadmani mit. 2022 verkörperte sie in Uncharted die Rolle der Chloe Frazer.

## Filmografie (Auswahl)

### Schauspiel
- 2003: K Street (Fernsehserie, 2 Episoden)
- 2006: Barney: Let's Make Music
- 2006: Barney und seine Freunde (Barney & Friends, Fernsehserie, Episode 10x08)
- 2007: Missionary Man
- 2008: Barney: Celebrating Around the World
- 2008: The Longshots
- 2008: The Tonight Show (Fernsehserie, Episode 16x212)
- 2010: Shake It Up – Tanzen ist alles (Shake It Up, Fernsehserie, Episode 1x02)
- 2011: CSI: Miami (Fernsehserie, Episode 9x14)
- 2012: Melissa & Joey (Fernsehserie, Episode 2x04)
- 2014: Tyrant (Fernsehserie, Pilotfolge)
- 2015: The Walking Deceased – Die Nacht der lebenden Idioten (Walking with the Dead)
- 2016: Everybody Wants Some!!
- 2016: Faking It (Fernsehserie, 5 Episoden)
- 2016: Mono
- 2016: The Disappearing Girl (Fernsehserie, 2 Episoden)
- 2017: Bad Kids of Crestview Academy
- 2017: Immortals (Kurzfilm)
- 2017: The Mindy Project (Fernsehserie, Episode 6x03)
- 2017–2019: Grey’s Anatomy (Fernsehserie, 27 Episoden)
- 2018: Grey’s Anatomy: B-Team (Fernsehserie, 3 Episoden)
- 2018: The Mick (Fernsehserie, Episode 2x15)
- 2018: Wahrheit oder Pflicht (Truth or Dare)
- 2018: Famous in Love (Fernsehserie, 4 Episoden)
- 2019: How's the World Treating You? (Kurzfilm)
- 2020–2022: The Wilds (Fernsehserie, 18 Episoden)
- 2021: India Sweets and Spices
- 2021: The F*** Happened
- seit 2021: Mira, Royal Detective (Fernsehserie, Stimme)
- 2022: Uncharted
- 2024: Concrete (Kurzfilm)
- 2024: Chicago Med (Fernsehserie, 6 Episoden)
- 2025: Find Your Friends

### Synchronisationen
- 2021: Mira – Die Meisterdetektivin (Mira, Royal Detective, Animationsserie, Episode 2x20)

## Musikvideos
- 2018: Drake Bell: Honest
- 2019: Kygo & Chelsea Cutler: Not Ok (Kurzfilm)